# Gracias por venir
"Gracias por venir" és una cançó, composta per Gregorio García Segura expressament per ser interpretada per l'actriu i vedet espanyola Lina Morgan.
La cançó va ser composta com un dels números que haurien d'integrar la revista musical Pura metalúrgia, que es va estrenar el 1975. Inclòs com a espectacle musical de tancament de l'espectacle, la lletra al·ludeix a la satisfacció i l'agraïment de l'artista cap al seu públic. Tal va ser l'èxit amb el qual els espectadors van rebre la cançó, que la mateixa es va incorporar sistemàticament, com a colofó, a tots els espectacles teatrals en els quals Morgan va ser cap de cartell, com Vaya par de gemelas (1980), Sí al amor (1985) o El último tranvía (1987). Tractant-se d'una de les artistes teatrals amb millor fortuna en taquilla en l'últim terç del segle XX a Espanya, la cançó Gracias por venir ha transcendit a l'imaginari col·lectiu de tota una generació d'espanyols i ha arribat a ser qualificada d'emblemàtica. La cançó, la més popular de l'actriu, es va publicar a l'LP El álbum de oro de Lina de Morgan (1982).